# Mark Millar
Mark Millar, född 24 december 1969 i Coatbridge i North Lanarkshire, är en brittisk seriemanusförfattare som år 2003 skrev serier om Red Son.
Millar är även känd för sina serier för Marvel Comics, som Kick Ass, Fantastic Four, Wolverine och Ultimate Marvel.